# Futtsu
Futtsu (jap. 富津市, -shi) ist eine Stadt der Präfektur Chiba im Osten von Honshū, der Hauptinsel von Japan.

## Geographie
Die Stadt liegt südöstlich von Tokio auf der Bōsō-Halbinsel an der Bucht von Tokio.

## Geschichte
Futtsu erhielt am 1. September 1971 das Stadtrecht.

## Sehenswürdigkeiten
- Berg Nokogiri (鋸山, Nokogiri-yama)

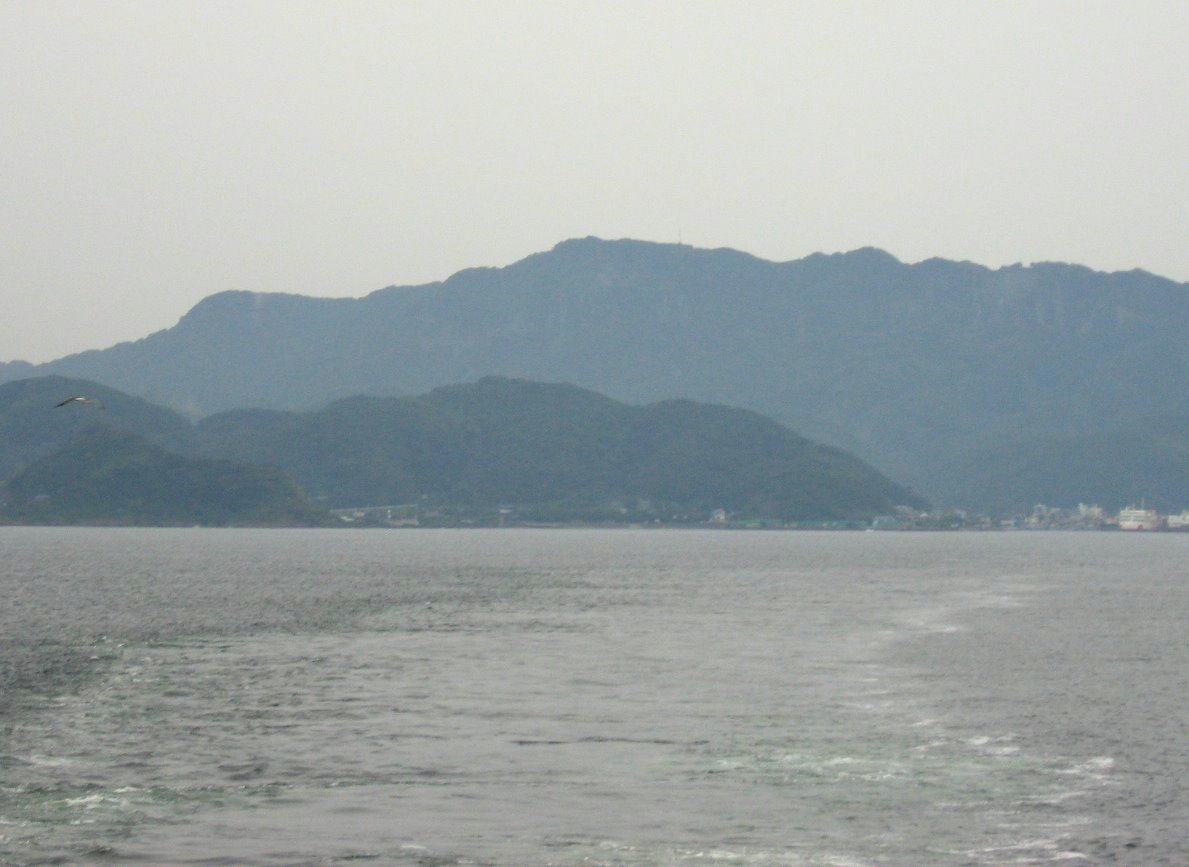
Berg Nokogiri

- Überreste der Burgen Sanuki (佐貫城, Sanuki-jō) und Tsukuroumi (造海城, Tsukuroumi-jō)
- Kannon an der Bucht von Tōkyō

## Verkehr
- Straße:
  - Nationalstraße 16
  - Nationalstraßen 127, 465
- Zug:
  - JR Uchibō-Linie

## Infrastruktur
- Kraftwerk Futtsu

## Söhne und Töchter der Stadt
- Yasukazu Hamada (* 1955), Politiker

## Angrenzende Städte und Gemeinden
- Kimitsu
- Kamogawa
- Kyonan

## Städtepartnerschaften
- Kōshū, Japan, seit 1977
- Carlsbad, Vereinigte Staaten, seit 1988